# Xã Perry, Quận Noble, Indiana
Xã Perry (tiếng Anh: Perry Township) là một xã thuộc quận Noble, tiểu bang Indiana, Hoa Kỳ. Năm 2010, dân số của xã này là 6.761 người.